# 125-ös busz (Debrecen)

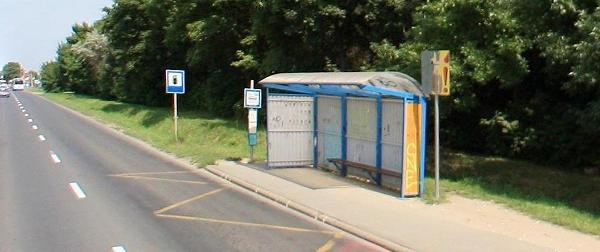
Vincellér utca

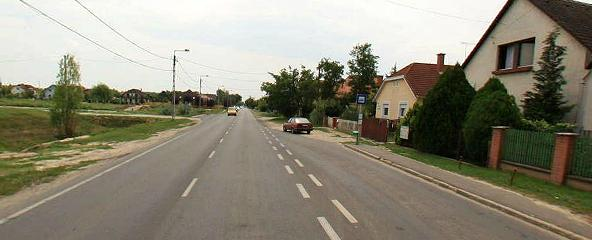
Veres Péter utca

A debreceni 125-ös jelzésű autóbusz a Vincellér utca és a Veres Péter utca között közlekedik. Útvonala során érinti a Belvárost, a Tócóskertet, a Tescót, a Segner teret, a Mechwart András Szakközépiskolát, a Helyközi autóbusz-állomást, a Kistemplomot, a Csokonai Színházat, a Hajdú-Bihar Megyei Földhivatalt, a Bányai Júlia Általános Iskolát, a Debrecen-Szabadságtelep vasúti megállóhelyet, Zsuzsi kisvasutat, a Vámospércsi utat, a Regionális Képző Központot és a Veres Péter utcai lakótelepet. A 125-ös járatokon felül közlekednek 25-ös és 25Y jelzésű járatok is, hasonló útvonalon.
Jelenlegi menetrendje 2018. július 1-jétől érvényes.

## Járművek
A viszonylaton Alfa Cívis 12 szólóbuszok közlekednek.

## Útvonala
| Vincellér utca – Veres Péter utca: |
| --- |
| Vincellér utca vá. – Derék utca – Kishegyesi út – Segner tér – Nyugati utca – Széchenyi utca – Kossuth utca – Faraktár utca – Vámospércsi út – Veres Péter utca vá. |

## Megállóhelyei
Az átszállási kapcsolatok között az ellenkező irányban közlekedő 125Y, illetve a Vámospércsi úti betérés nélkül közlekedő 25-ös és 25Y busz nincsen feltüntetve.
| 0  | Vincellér utca végállomás   | |
| 1  | Sárvári Pál utca            | 12, 19, 22, 22Y, 24, 24Y, 30, 30A                                                                                                   |
| 2  | Holló László sétány         | 12, 19, 22, 22Y, 24, 24Y, 30, 30A                                                                                                   |
| 3  | Gyepűsor utca               | 12, 17, 22, 22Y, 24, 24Y, 46, 46E, 46H, 146                                                                                         |
| 4  | Dorottya utca               | 12, 17, 22, 22Y, 24, 24Y, 46, 46E, 46H, 146                                                                                         |
| 5  | Kishegyesi út               | 12, 17, 22, 22Y, 24, 24Y, 46, 46H, 146                                                                                              |
| 6  | Segner tér                  | 3, 3A, 4, 5, 5A 10, 10A, 10Y, 11, 13, 14, 17, 24, 24Y, 33, 33E, 34, 35, 35Y, 36, 42, 46, 46E, 46H, 49, 49Y, 146, A1 Helyközi buszok |
| 7  | Helyközi autóbusz-állomás   | 3, 3A, 4, 5, 5A 10, 10A, 10Y, 14, 19, 34, 35, 35Y, 36, 41, 42, 46, 46E, 46H, 49, 49Y, 146, A1 Helyközi buszok                       |
| 8  | Debreceni Ítélőtábla        | 3, 3A, 4 19, 41, 42, A1 |
| 9  | Csokonai Színház            | 3, 3A, 4 19, 41 |
| 10 | Kandia utca                 | 4 19, 37, 41 |
| 12 | Faraktár utca               | 4, 5, 5A 16, 19, 21, 37, 41, 43, A1 Helyközi buszok                                                                                 |
| 13 | Kolónia utca                | 37, 41 Helyközi buszok |
| 14 | Falóger                     | 37, 41 Helyközi buszok Debrecen-Szabadságtelep                                                                                      |
| 15 | Komáromi Csipkés György tér | 11, 37, 41 Helyközi buszok Zsuzsi Erdei Vasút                                                                                       |
| 16 | Sólyom utca                 | 11, 37 Helyközi buszok |
| 17 | Regionális Képző Központ    | 11, 23Y, 37 Helyközi buszok |
| 17 | Hármashegy utca             | 23Y, 37 |
| 18 | Kérész utca                 | 23Y, 37 |
| 19 | Vámospércsi út (forduló)    | 23Y, 37 Helyközi buszok |
| 19 | Kérész utca                 | 23Y, 37 |
| 20 | Hármashegy utca             | 23Y, 37 |
| 21 | Regionális Képző Központ    | 11, 23Y, 37 Helyközi buszok |
| 22 | Hold utca                   | 11, 23Y |
| 23 | Veres Péter utca végállomás | 11, 23Y |